# Corallodiscus
Corallodiscus é um género botânico pertencente à família Gesneriaceae.

## Espécies
É composto por 19 espécies:
- Corallodiscus bhutanicus
- Corallodiscus bullatus
- Corallodiscus conchaefolius
- Corallodiscus conchifolius
- Corallodiscus cooperi
- Corallodiscus cordatulus
- Corallodiscus flabellatus
- Corallodiscus forrestii
- Corallodiscus grandis
- Corallodiscus kingianus
- Corallodiscus labordei
- Corallodiscus lanuginosus
- Corallodiscus lineatus
- Corallodiscus luteus
- Corallodiscus mengtzeanus
- Corallodiscus patens
- Corallodiscus plicatus
- Corallodiscus sericeus
- Corallodiscus taliensis